# أناستازيا ميسكينا
أناستازيا ميسكينا (Anastasia Myskina) (وبالروسية Анастасия Мыскина) هي لاعبة تنس محترفة من جمهورية روسيا. ولدت في 8 يوليو عام 1981م، في موسكو، روسيا. أعلى تصنيف عالمي للفردي وصلت له هو المرتبة الثانية في 13/9/2004م. أما بالنسبة للزوجي فهو المرتبة الخامسة عشر في 21/2/2005م.

## سجل البطولات العالمية
- بطولة أستراليا المفتوحة: أفضل إنجاز وصولها لربع النهائي عامي 2003 و 2004 م.
- بطولة فرنسا المفتوحة: أفضل إنجاز حصولها على المركز الأول عام 2004 م.
- بطولة ويمبلدون: أفضل إنجاز وصولها لربع النهائي عام 2005 م.
- بطولة الولايات المتحدة المفتوحة: أفضل إنجاز وصولها لربع النهائي عام 2003 م.

## البطولات التي فازت بها
- في 12 يوليو عام 1999 م، في إيطاليا.
- في 9 سبتمبر عام 2002 م، في البرازيل.
- في 10 فبراير عام 2003 م، في قطر.
- في 31 مارس عام 2003 م، في الولايات المتحدة الأمريكية.
- في 22 سبتمبر عام 2003 م، في ألمانيا.
- في 29 فبراير عام 2003 م، في روسيا.
- في 1 مارس عام 2004 م، في قطر.
- في 24 مارس عام 2004 م، في فرنسا.
- في 11 أكتوبر عام 2004 م، في روسيا.
- في 25 سبتمبر عام 2005 م، في الهند.

## روابط خارجية
- أناستازيا ميسكينا على موقع رابطة محترفات التنس (الإنجليزية)
- أناستازيا ميسكينا على موقع الاتحاد الدولي لكرة المضرب (الإنجليزية)
- أناستازيا ميسكينا على موقع كأس بيلي جين كينغ (الإنجليزية)
- أناستازيا ميسكينا على موقع بطولة ويمبلدون (الإنجليزية)
- أناستازيا ميسكينا على موقع خلاصة التنس.كوم (الإنجليزية)
- أناستازيا ميسكينا على موقع إي إس بي إن.كوم (الإنجليزية)
- أناستازيا ميسكينا على موقع أوليمبيديا (الإنجليزية)